# غزال هندي
الغزال الهندي أو الشِّنْكَارة (الاسم العلمي: Gazella bennettii) نوع من الغزلان موطنها إيران وأفغانستان وباكستان والهند.

## الخصائص
يبلغ ارتفاعه 65 سم (26 بوصة) ويزن حوالي 23 كجم (51 رطلاً). يغطي جسمه فرو صيفي برتقالي محمر ناعم ولامع. في الشتاء يكون لون فراء البطن وفراء الحلق أبيض وأكثر تباينًا. جوانب الوجه بها خطوط كستنائية داكنة من زاوية العين إلى الأنف والفم تحدها خطوط بيضاء. يصل طول قرونه إلى أكثر من 39 سم (15 بوصة).